# Lutterhoofdwijk
Le Lutterhoofdwijk est un canal néerlandais des provinces d'Overijssel et de Drenthe. 
Le canal relie le Dedemsvaart à Lutten aux canaux de ceinture de la ville de Coevorden. La construction a débuté en 1853. Le premier tronçon du canal, achevé vers 1855, allait de Lutten jusqu'à la frontière entre les communes Ambt Hardenberg et Gramsbergen. À l'origine, le canal était un canal de désenclavement et de transport d'une région de tourbières. Le canal servait également au transport de la tourbe extraite. Entre 1866 et 1872, le canal fut rallongé jusqu'à Coevorden et relié au canal intérieur de Coevorden, ce qui permettait de le relier à plusieurs autres canaux et de l'utiliser également pour le transport fluvial. On transportait surtout des produits de l'agriculture, notamment des pommes de terre et de la paille.
Ce raccordement à Coevorden a longtemps été refusé par les États provinciaux de Drenthe, qui voulait éviter que la tourbe des marais de Bourtange ne soit transportée par le Dedemsvaart au lieu du Hoogeveensche Vaart.
Le canal est fermé à la navigation depuis la deuxième moitié du XXe siècle. Aujourd'hui, le canal sert uniquement à la gestion du niveau de l'eau de la région. Sur les rives du canal sont situés les villages de Slagharen et De Krim.

## Source / lien externe
- (nl) Encyclopédie de Drenthe